# Kalkbjerg
Kalkbjerge findes enkelte steder i Danmark. Bl.a. i Mønsted og Daugbjerg ved Viborg findes ganske små kalkbjerge (30-40 meter høje). Kalkbjergenes tilblivelse har deres egen geologiske forklaring: Aflejring af materialer på de understliggende saltlag forøgede trykket herpå. Ved tilstrækkeligt højt tryk bliver faste stoffer flydende; det gælder også for salt i 600 til 1.000 m dybde. Da det flydende salt var lettere end de overliggende lag, forsøgte det ligesom en luftboble i vand at presse sig opad. På særlig svage steder blev kalklagene af dette opadstigende salt trykket op over jordoverfladen, sådan som det er sket ved Viborg.